# Монтейт, Джеймс

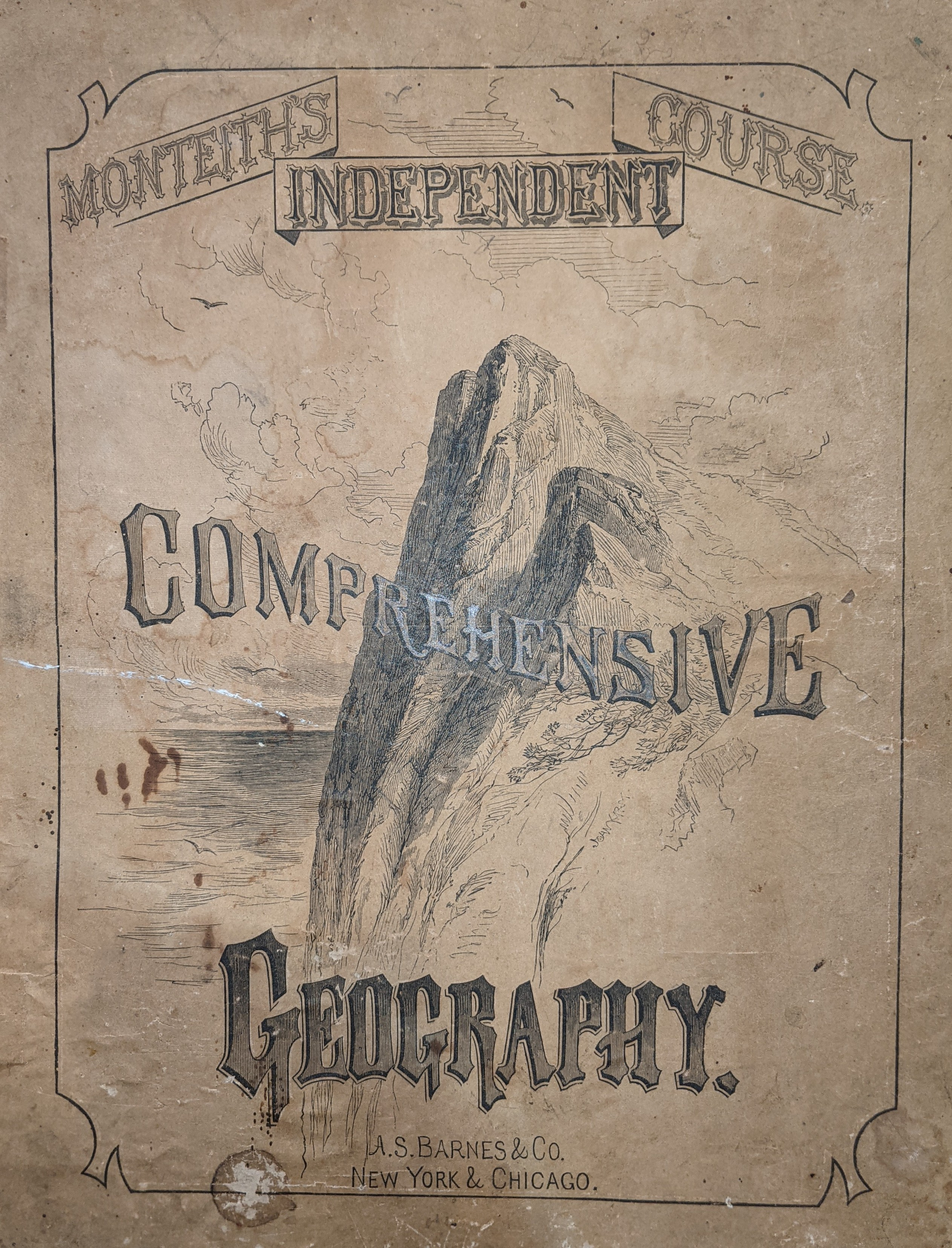
Обложка издания 1876 года «Комплексной географии» Джеймса Монтейта

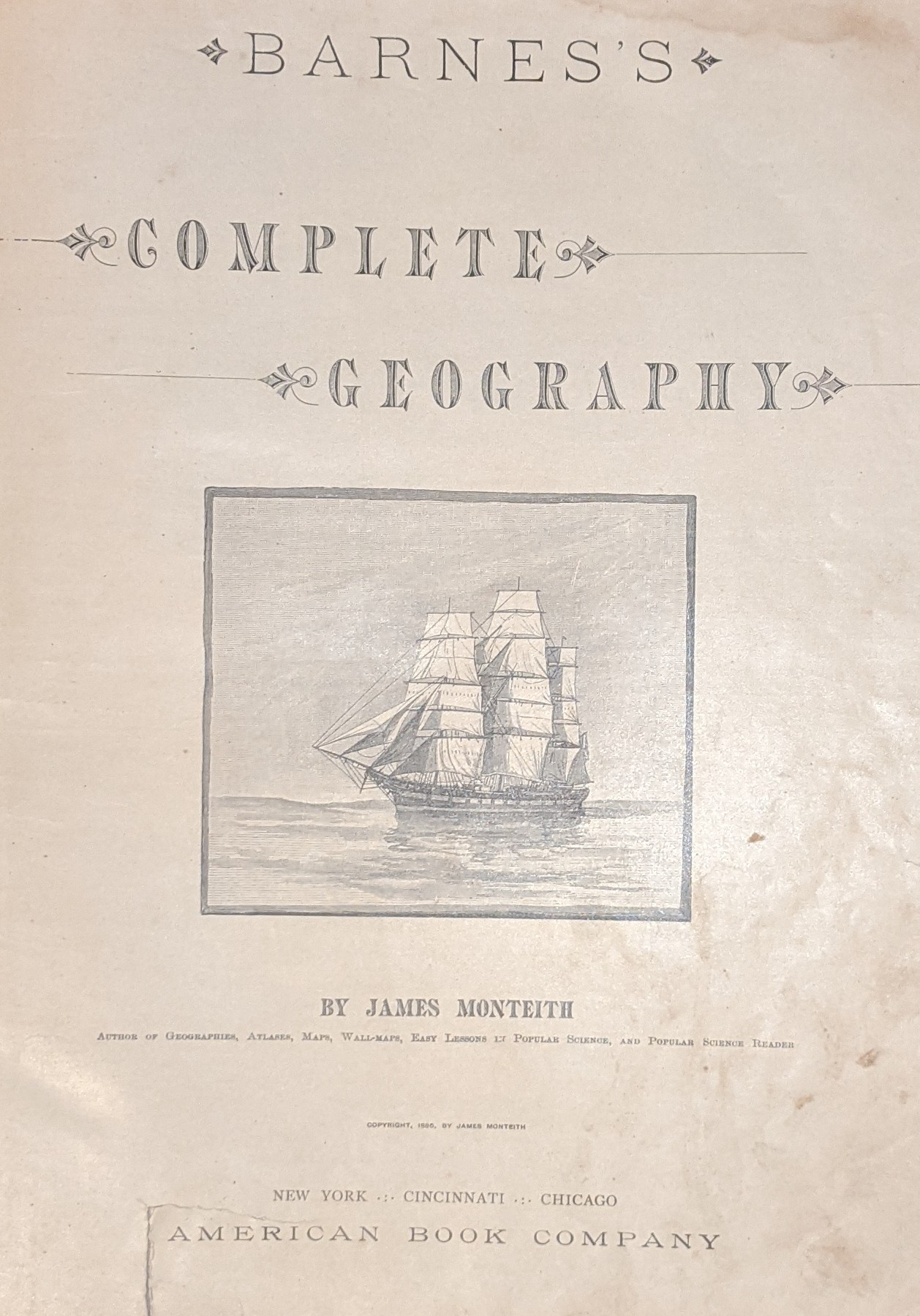
Титульный лист издания 1885 года «Полной географии Барнса» Монтейта

Джеймс Монтейт (англ. James Monteith, 1831, Страбан, Тирон — 1890) — американский автор широко издаваемых в XIX веке учебников географии. Монтейт родился в Страбане, Ирландия, иммигрировал в США в детстве и всю жизнь прожил в Нью-Йорке. Монтейт много лет преподавал в системе государственных школ Нью-Йорка, в конечном итоге став директором школы Ward School 17 (позднее P.S. 18) по адресу 211 West 47th St. Монтейт начал публиковать учебники по географии и истории в 1850-х годах, первоначально сотрудничая с Фрэнсисом Макналли, который был учителем государственных школ Нью-Йорка и наставником Монтейта до своей смерти в 1855 году. На Монтейта оказали влияние такие личности, как Александр К. Джонстон, Арнольд Гюйо, Мэтью Фонтейн Мори и Эмма Харт Уиллард.
С начала 1850-х по 1880-е годы компания A.S. Barnes and Co. опубликовала множество различных версий учебников географии Монтейта, которые со временем становились больше, подробнее и сложнее. На протяжении всей карьеры стиль Монтейта становился всё более уникальным и новаторским, сочетая в себе множество различных подходов к сравнительной географии и символике.
Учебники Монтейта продолжали издаваться в течение десятилетий после его смерти компанией «American Book Company» под названием «Полная география Барнса». За свою жизнь Монтейт, вероятно, выпустил более сотни различных изданий и версий своих учебников географии: только в Библиотеке Конгресса имеется 44 различных списка произведений Монтейта. Монтейт был рекомендован к членству и избран действительным членом Американского географического общества 18 ноября 1879 года. В 1880-х годах Монтейт принимал участие в развитии района Вашингтон-Хайтс на Манхэттене, где он впервые приобрел землю в 1860-х годах, а также в расширении метрополитена на север.
В некрологе Монтейта в New York Times отмечалось, что «почти каждый школьник/школьница в стране знакомы с [его именем], поскольку оно было на обложках географических изданий». Монтейт похоронен на кладбище Лорел-Хилл в Филадельфии рядом со своей первой женой Эммой Палмер Монтейт и второй женой Эллой Флоренс Браун.